# アレクサンドル・フリードマン

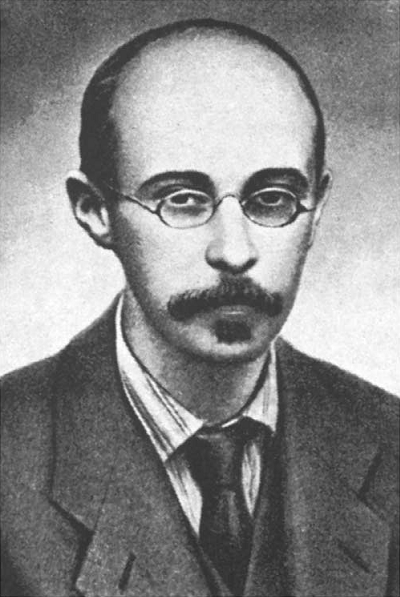
アレクサンドル・フリードマン

アレクサンドル・アレクサンドロヴィチ・フリードマン（英: Alexander Alexandrovich Friedmann, 露: Алекса́ндр Алекса́ндрович Фри́дман, 1888年6月16日 - 1925年9月16日）は、ロシア及びソ連の宇宙物理学者・数学者・気象学者。1922年に一般相対性理論の場の方程式に従う膨張宇宙のモデルをフリードマン方程式の解として定式化したことで知られる。彼のモデルは彼の死後、1929年にエドウィン・ハッブルの観測によって宇宙膨張が発見されたことで高く評価されることとなった。

## 生涯
アレクサンドル・フリードマンは1888年にロシア帝国のサンクトペテルブルクで、音楽家の父とピアノ教師の母の間に生まれた。祖父の代にキリスト教に改宗したユダヤ人の家系。サンクトペテルブルク大学に入学して数学を専攻し、卒業後はパブロフ高層気象観測所で気象学を学んだ。
フリードマンは生涯のほとんどをレニングラード（現在のサンクトペテルブルク）で過ごした。第一次世界大戦ではロシア軍の航空兵に志願し、爆撃手として戦争に参加した。大戦末期には航空隊を指揮するようになり、軍で弾道計算なども行なっていた。ロシア革命の後、ペルミ大学の力学の教授となった。1920年にサンクトペテルブルクの科学アカデミーに戻り、量子力学や相対性理論など、当時最先端の物理学を研究した。またレニングラード大学で教鞭をとった。当時の学生にジョージ・ガモフがいる。
1922年、一般相対性理論に基づいて、膨張する宇宙のモデルを発表する。
1925年に37歳で没した。公式の記録では死因は腸チフスとされているが、ガモフの談話では、気象観測気球を揚げている際に風邪をひいたのが元で肺炎を起こして死亡したと言われている。
1924年1月7日にブリュッセル科学アカデミーによって出版されたフリードマンの論文 Über die Möglichkeit einer Welt mit konstanter negativer Krümmung des Raumes（『負の定数曲率を持つ宇宙の可能性について』）において彼は、正、ゼロ、負の曲率を持つ3つの宇宙モデル（フリードマンモデル）を取り扱った。同時期にアメリカのロバートソンとイギリスのウォーカーがそれぞれ独自に、アインシュタイン方程式の時空の計量を解析して同様の結果を得ていた。今日では3人の名前をまとめてフリードマン・ロバートソン・ウォーカー計量と呼ぶのが一般的である。